# Новая Кубань (Херсонская область)
Новая Кубань (укр. Нова Кубань) — село в Борозенской сельской общине Бериславского района Херсонской области Украины.
Почтовый индекс — 74140. Телефонный код — 5532. Код КОАТУУ — 6520983701.

## Население
Население по переписи 2001 года составляло 525 человек.

### Языковой состав
Родной язык населения по данным переписи 2001 года:
| Язык       | Численность, чел. | Доля     |
| ---------- | ----------------- | -------- |
| Украинский | 492               | 93,71 %  |
| Русский    | 17                | 3,24 %   |
| Молдавский | 16                | 3,05 %   |
| Итого      | 525               | 100,00 % |

## Местный совет
74140, Херсонская обл., Великоалександровский р-н, с. Новая Кубань, ул. Ленина, 38